# Sormonne (rivière)
Pour les articles homonymes, voir Sormonne (homonymie).
La Sormonne est une rivière française qui coule dans le département des Ardennes, dans l'ex-région Champagne-Ardenne, et en nouvelle région Grand Est. C'est un affluent gauche de la Meuse. Ce cours d'eau est dans le parc naturel régional des Ardennes.

## Géographie
De 56,4 km de longueur, la Sormonne prend naissance à plus ou moins deux kilomètres à l'ouest de la ville de Rocroi, dans une zone boisée aux précipitations importantes, sur la commune de Taillette, dans le bois du Gouvernement et les Rièzes de Taillette, à 366 m d'altitude, traverse la réserve biologique de l'étang de Berulle et des Rièzes des Potées. 
Cette région appartient au massif des Ardennes, et est appelée plus spécifiquement plateau de Rocroi. La rivière se dirige d'abord vers l'ouest. Arrivée près de la localité de Beaulieu, elle rebrousse chemin en s'infléchissant brusquement vers le sud puis vers l'est. Elle gardera sa nouvelle orientation tout au long de la suite de son parcours. 
Elle a son confluent avec la Meuse dans la commune de Warcq, à 143 m d'altitude près de Charleville-Mézières.

### Communes traversées
Dans le seul département des Ardennes, la Sormmone traverse les vingt-trois communes, suivantes, de l'amont vers l'aval, de Taillette (source), Regniowez, Neuville-lez-Beaulieu, Éteignières, Auvillers-les-Forges, Girondelle, Flaignes-Havys, Marby, Étalle, Blombay, Chilly, Laval-Morency, Le Châtelet-sur-Sormonne, Murtin-et-Bogny, Sormonne, Remilly-les-Pothées, Ham-les-Moines, Cliron, Haudrecy, Tournes, Belval, Damouzy, Warcq (confluence).
Soit en termes de cantons, la Sormonne prend source dans le canton de Rocroi, traverse les canton de Signy-l'Abbaye, canton de Charleville-Mézières-2, conflue dans le canton de Charleville-Mézières-1, le tout dans le seul arrondissement de Charleville-Mézières.
Les cours d'eau voisins sont la Faux au nord, la Meuse au nord-est, à l'est et au sud-est, les affluents l'Audry et le Thin au sud, l'Aube au sud-ouest, le Thon à l'ouest et le Gland au nord-ouest.

## Hydronymie
Il semble qu’il s’agit d’une forme de l’indo-européen suel « se gonfler ». 

### Toponymes
La Sormonne a donné son hydronyme aux deux communes suivantes de le Châtelet-sur-Sormonne, Sormonne.

### Bassin versant
La Sormonne traverse sept zones hydrographiques pour une superficie totale de 411 km2. Ce bassin versant est constitué à 68,30 % de « territoires agricoles », à 27,98 % de « forêts et milieux semi-naturels », à 3,53 % de « territoires artificialisés », à 0,14 % de « zones humides ». 

### Organisme gestionnaire
L'organisme gestionnaire est l'EPTB EPAMA Etablissement public d'Aménagement de la Meuse et de ses affluents et la Sormonne fait partie de la zone La Meuse du confluent de la Chiers au confluent de la Semoy.

## Affluents

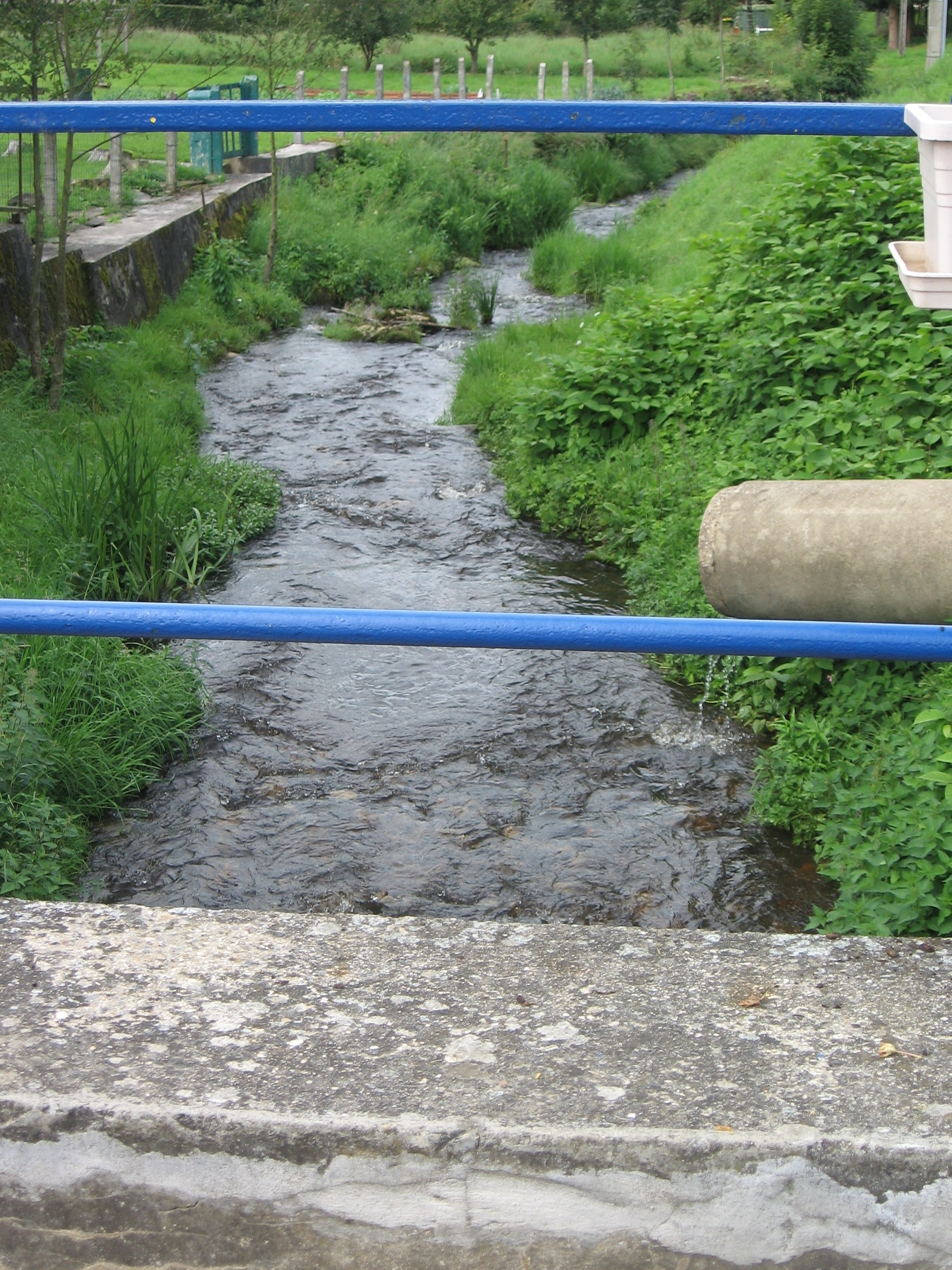
La Rimogneuse à Rimogne.

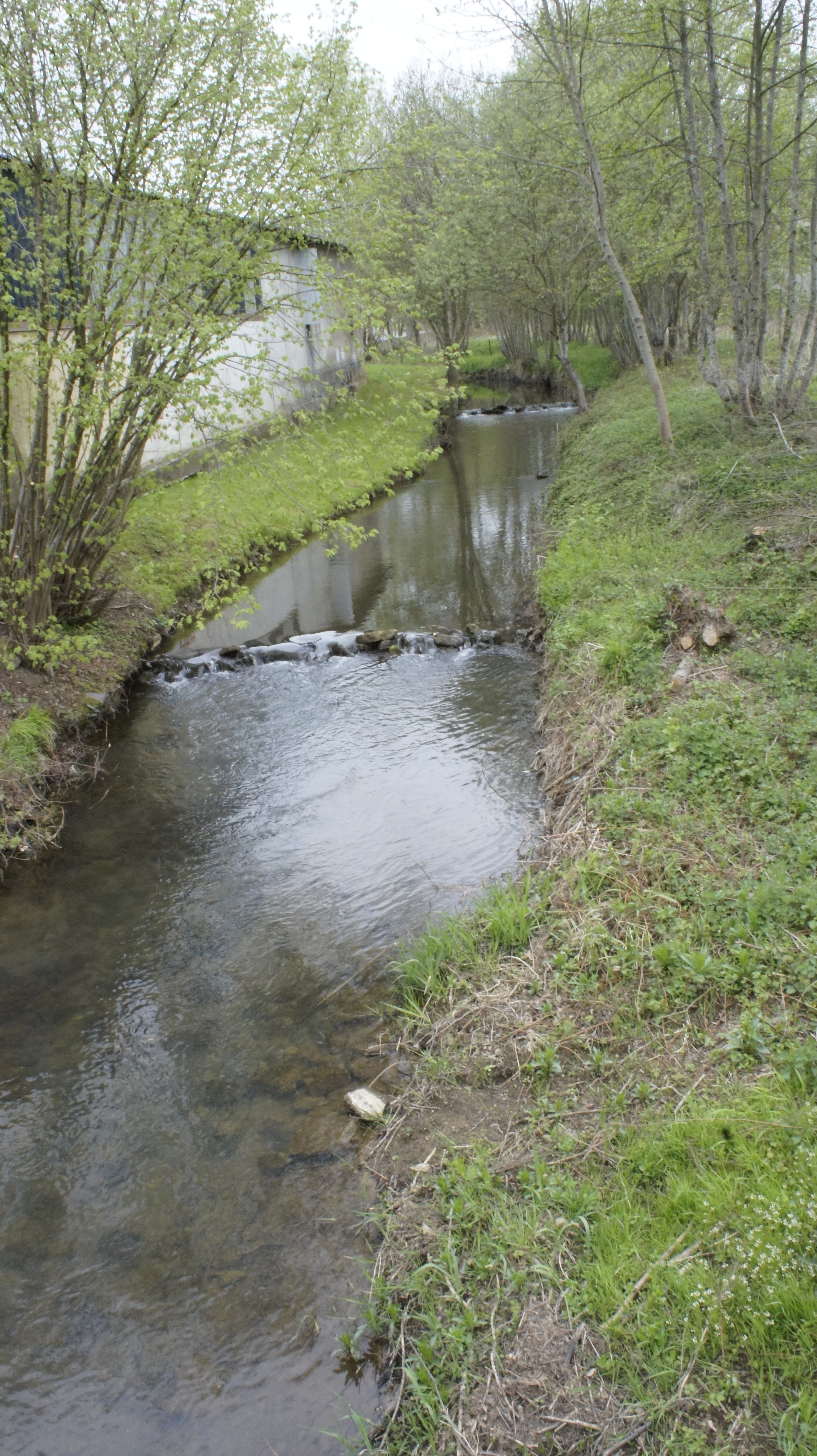
le ruisseau de Charroué ou ruisseau de la Butte à Tournes.

La Sormonnea a affluents contributeurs référencés :
- le ruisseau le Rivandré (rd)[note 2],
- le ruisseau des Près des Bois (rg),
- le ruisseau du Petit Moulin (rd),
- le ruisseau de la Sainte-Anne (rd),
- le ruisseau de Wagny (rg), avec un affluent :
  - le ruisseau les Boutrous,
- le ruisseau du Pont, avec un affluent :
  - le ruisseau de la Carrière,
- le ruisseau du Pré (rd)
- le ruisseau de Parfondrue (rd)
- le ruisseau la Cense (rg), avec un affluent :
  - le ruisseau de la Ferrière (rg),
- le ruiiseau la Saultry (rg), avec deux affluents :
  - le ruisseau du Greffier (rg),
  - le ruisseau de Faux Pré (rg),
- le ruisseau de Tremblois (rg),
- le ruisseau le Ru (rd), avec un affluent :
  - le ruisseau du Pré Saint-Martin (rd),
- le ruisseau la Rimogneuse (rg),
- L'Audry (rd), avec six affluents et de rang de Strahler deux.
- le ruisseau l'Ormeau (rg), avec deux affluents :
  - le ruisseau des Ebouilleaux (rd),
  - le ruisseau de Goulotte (rg),
- Le Thin (rd), avec quatre affluent et de rang de Strahler deux.
- le ruisseau de Bassigny (rg),
- le ruisseau de la Butte ou ruisseau de Charroué, traverse Tournes avec un affluent :
  - le ruisseau du Fond d'Arreux (rg),
- le ruisseau de la Bassée (rg), avec un affluent :
  - le ruisseau des Sourdrons (rd),
- le ruisseau de This (rd), avec un affluent :
  - le ruisseau de Sury (rg),

### Rang de Strahler
Donc son rang de Strahler est de trois.

## Hydrologie

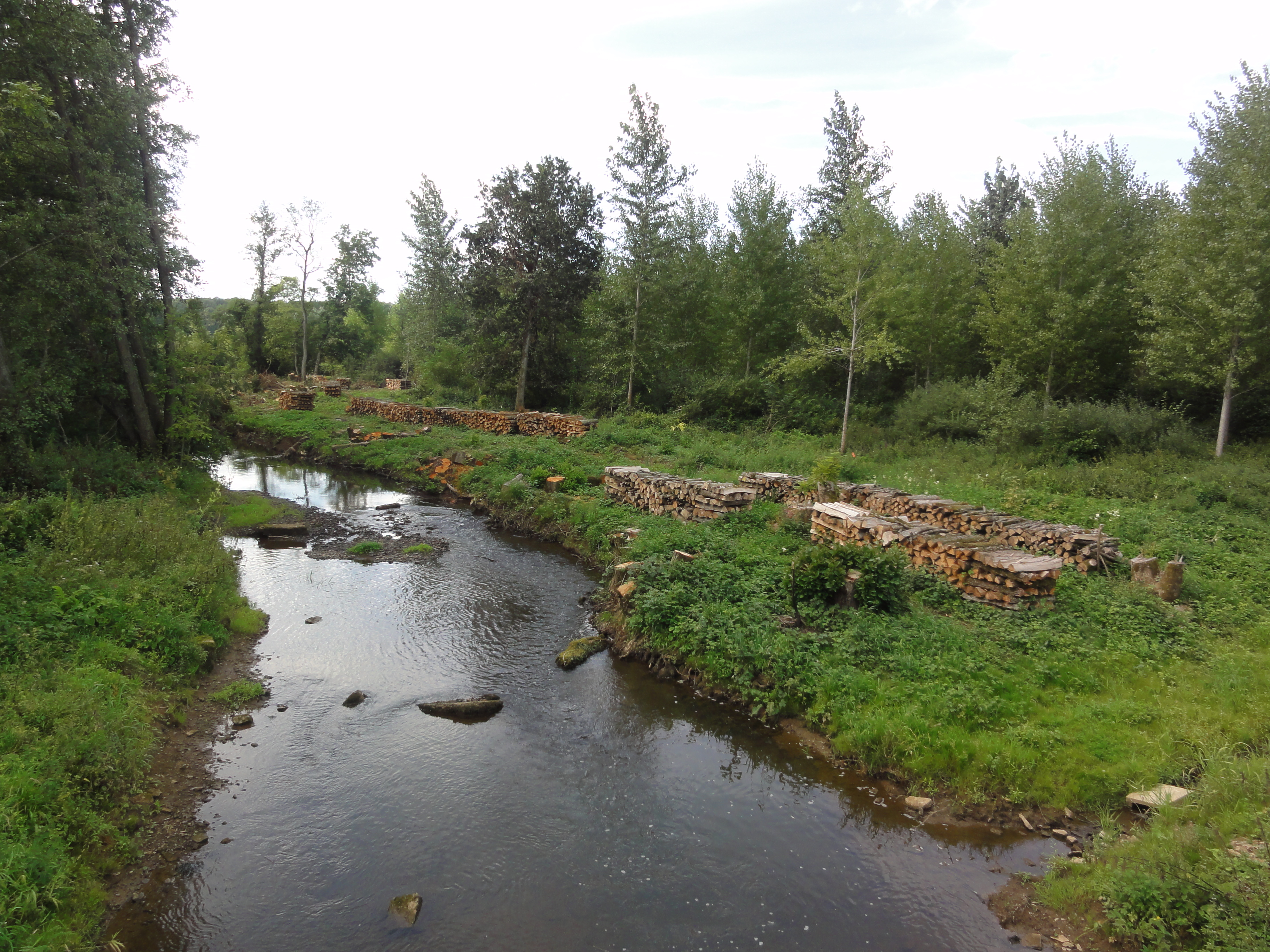
la Sormonne à Chilly.

À Warcq, au confluent le débit moyen est de plus ou moins 7 m3/s[réf. nécessaire].

### La Sormonne à Belval
Le débit de la rivière mesuré à Belval peu avant son confluent, mesuré au long d'une période de 40 ans, sur une surface de bassin de 368 km2, est de 6,36 m3/s. 
La Sormonne présente des fluctuations saisonnières de débit, avec des hautes eaux d'hiver portant le débit mensuel moyen à un niveau situé entre 9,4 et 11,2 m3/s, de décembre à mars inclus (avec un maximum en janvier), et des basses eaux d'été assez prolongées, de juin à la mi-octobre, avec une baisse du débit moyen mensuel atteignant 2,65 m3/s au mois de septembre.

### Étiage ou basses eaux
Aux étiages, le VCN3 peut chuter jusque 0,58 m3/s, ce qui est fort peu.

### Crues
Les crues peuvent être fort importantes. Ainsi le débit instantané maximal enregistré a été de 94,6 m3/s le 21 décembre 1993, tandis que la valeur journalière maximale était de 86,2 m3/s le même jour. Le QIX 10 est de 86 m3/s et le QIX 20 de 98 m3/s. Le QIX 50 n'a pas encore été calculé en 2007. Les QIX 2 et QIX 5 valent quant à eux respectivement 56 et 74 m3/s. D'où il résulte que les crues de décembre 1993 étaient d'ordre vicennal, et donc pas du tout exceptionnelles.
À titre de comparaison avec une autre rivière de la région, le QIX 10 de sa voisine, la Chiers en fin de parcours, vaut 160 m3/s contre 86 pour la Sormonne, que son QIX 20 se monte à 180 m3/s (contre 98 pour la Sormonne), et que son QIX 2 est de 110 m3/s (contre 56 pour la Sormonne). Les valeurs de crues de la Sormonne valent plus de la moitié de celles de la Chiers, bien que son bassin versant soit près de cinq fois plus petit que celui de la Chiers. Les crues de la Sormonne sont relativement bien plus importantes que celle de la Chiers.

### Lame d'eau et débit spécifique
La Sormonne est bien alimentée par les précipitations fort abondantes de son bassin. La lame d'eau vaut 544 mm annuellement, ce qui est bien plus élevé que la moyenne française. Le débit spécifique (ou Qsp) atteint ainsi 17,2 litres par seconde et par kilomètre carré de bassin.

## Pêche - Qualité de l'eau
La Sormonne est classée comme cours d'eau de deuxième catégorie en aval du pont d'Haudrecy, et en première catégorie en amont de celui-ci (ainsi que sur la totalité du parcours de ses deux affluents principaux, l'Audry et le Thin).
En 2006, l'Agence l'Eau Rhin-Meuse attribuait à l'eau de la Sormonne, analysée au niveau de Belval, la qualité de "passable" (catégorie 2), la rivière étant ainsi légèrement rétrogradée par rapport aux trois années précédentes, où son eau avait mérité la qualification de "bonne" (catégorie 1B) . Ceci uniquement à cause d'une demande chimique en oxygène légèrement excédentaire par rapport à la qualité de "bonne" (0,27 mg par litre, au lieu de 0,25). Les autres indices de qualité générale étaient bons, et surtout le taux d'oxygène dissous qualifié de "très bon" (avec 8,1 milligrammes par litre). De manière générale, la qualité de l'eau de la Sormonne était en fort bon progrès tout au long des années 1997-2005.

## Aménagements et écologie
La CIm ou Commission internationale de la Meuse, créée en 2002, s'occupe de la « gestion durable et globale de l'eau du district hydrographique de la Meuse »
La Sormonne est classée sur la liste des cours d'eau mentionnée au 2° du I de l'article L. 214-17 du code de l'environnement sur le bassin Rhin-Meuse de sa source jusqu'à sa confluence avec la Meuse.

## Patrimoine - Curiosités - Tourisme

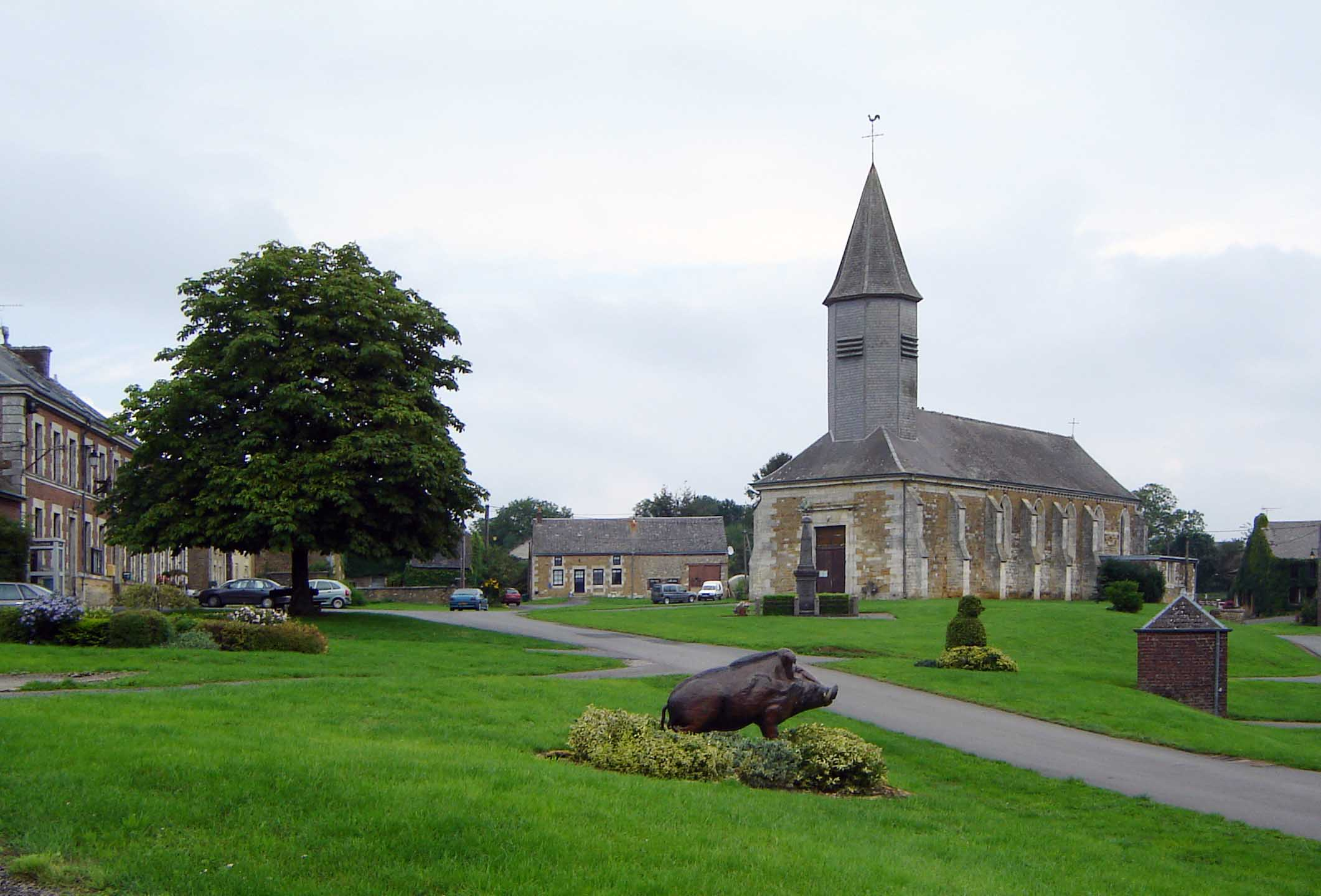
Centre du village de La Neuville-aux-Tourneurs, commune de Neuville-lez-Beaulieu.

- Neuville-lez-Beaulieu : Localité située sur deux bassins versants. La vallée du Gland, affluent de l'Oise, comme celle de la Sormonne, affluent de la Meuse, offrent de belles possibilités de promenade.

- Chilly : Église fortifiée du XVe siècle dont le clocher fut détruit en 1914-18. Cuve baptismale du XIIe, Vierge à l'enfant en bois des XVIIe-XVIIIe.

- Laval-Morency : Église fortifiée Saint-Étienne du XIIe siècle (inscrite aux Monuments Historiques).

- le Châtelet-sur-Sormonne : Tour Daudès, reste d'une ancienne maison forte - souterrains. Demeure de la cour d'Argy datant du XVIe siècle. Étang.

- Sormonne : Église fortifiée reconstruite au XVIe avec parties plus anciennes, boiseries, très bel autel du XVIIIe.

- Belval : château de la Grange. Église avec mobilier du XVIIIe siècle.

- Warcq : château de la Grange-aux-bois. Intéressante église romane remaniée à l'époque gothique et au XVIIe siècle. Musée du vieux Warcq.